# Lilio Gregorio Giraldi

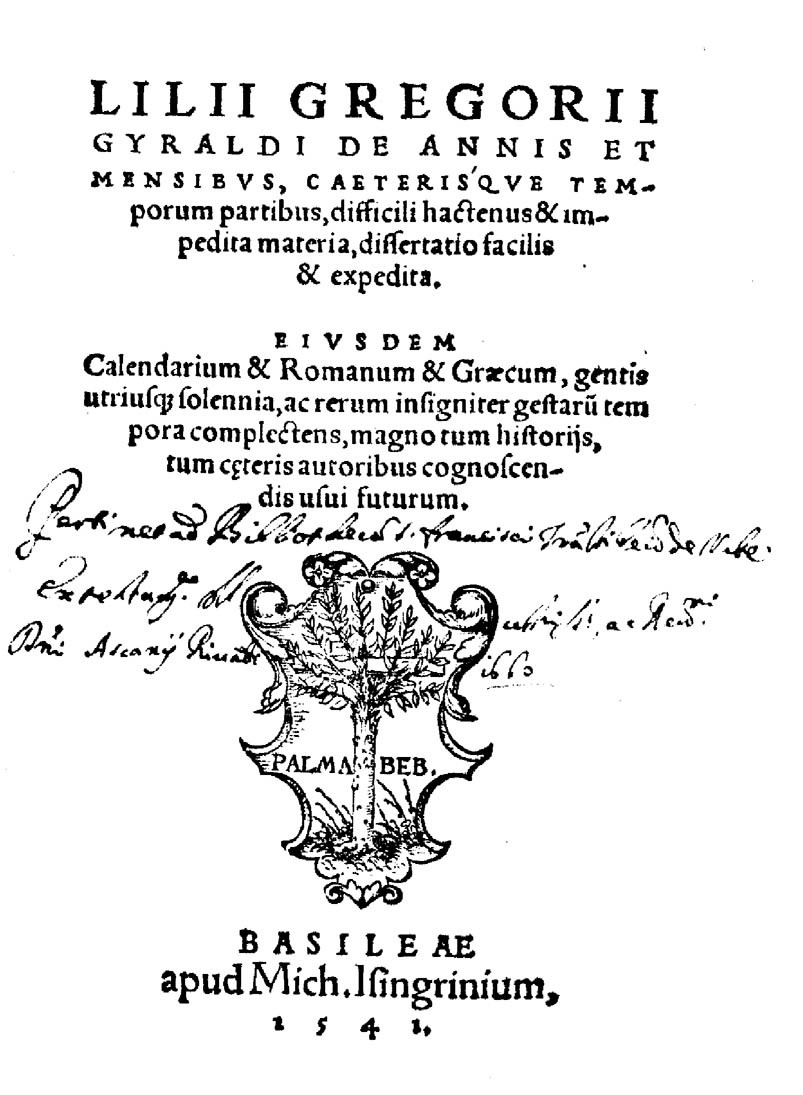
De annis et mensibus, caeterisque temporum partibus, 1541

Lilio Gregorio Giraldi (Ferrara, 13 giugno 1479 – Ferrara, 2 febbraio 1552) è stato un umanista italiano.

## Biografia
Nato a Ferrara il 13 giugno 1479 in una famiglia di modesta condizione, poté tuttavia compiere gli studi di umanità con Luca Riva e Battista Guarino. Conclusi gli studi, fu per qualche tempo a Napoli, dove conobbe il Pontano e il Sannazaro. Tornò in Emilia per unirsi a Gianfrancesco Pico, nipote del famoso Giovanni, dapprima a Mirandola e seguendolo poi a Carpi nel 1502, alla corte di Alberto Pio, quando l'umanista perdette la signoria e fu esiliato dai fratelli Ludovico I Pico e Federico I Pico: qui iniziò a comporre gli Historiae poetarum dialogi decem è fu precettore di Giantommaso Pico della Mirandola.
Nel 1507 era a Milano a studiare greco con Demetrio Calcondila: da qui in maggio mandò al suo maestro Luca Riva il De musis syntagma, che precisò di aver composto ancora adolescente. Dopo un anno era nuovamente in viaggio per Modena, ospite di Bianca Bentivoglio, vedova di Niccolò Maria Rangoni, che gli affidò l'istruzione del figlio Ercole insieme con il quale, chiamato da Leone X nel 1514, si stabilì a Roma nei palazzi vaticani. Il suo allievo fu fatto cardinale nel 1517 ed egli si riprometteva di guadagnare qualche beneficio ecclesiastico e infatti fu da Adriano VI, nel 1523, nominato protonotario e canonico della cattedrale di Ferrara.
Le ambizioni di una fortunata e lucrosa carriera svanirono nel 1527, quando la città fu messa a sacco dai soldati di Carlo V, ed egli perdette ogni suo avere e il suo stesso protettore, morto nell'agosto di quell'anno. Lasciata Roma per Bologna, cercò invano qualche ufficio presso il legato pontificio: tornò allora a Mirandola dal suo vecchio mecenate Gianfrancesco Pio, che aveva faticosamente recuperato la signoria della cittadina. Non per molto però, perché il Pico fu fatto assassinare dal nipote Galeotto nel 1533 e il Giraldi trovò allora accoglienza alla corte estense di Ferrara, dove la duchessa Renata aveva riunito un gruppo di intellettuali in odore di eresia.
Da Ferrara non si spostò più, e vi morì nel 1552: del resto, tormentato dalla gotta, passò gran parte dei suoi giorni a letto, eppure questo fu il periodo letterariamente più fecondo. Il Giraldi è ormai dimenticato ma le sue opere furono altamente apprezzate dagli eruditi del tempo, in particolare il trattato di mitologia De deis gentium e i suoi saggi sui poeti antichi e moderni. Si tratta di opere di erudizione e come tali declinarono presto nel gusto e nell'attenzione degli stessi letterati tanto che già il Tiraboschi, al di là delle lodi dovute alla cultura dell'autore, dava un giudizio limitativo del De deis: «L'erudizione che in essa si vede è vastissima, perché appena vi ha autore greco o latino de' cui passi non ei si valga. Cita ancora talvolta i codici a penna, né lascia di far uso delle antiche iscrizioni. Ei non è semplice compilatore degli altrui detti, ma gli esamina e li confronta tra loro e or segue, or rigetta la loro opinione. Né io dirò già che sia questo un compito trattato di mitologia, e anzi confesserò volentieri che le citazioni troppo affollate lo rendono alquanto oscuro, che non ne è sempre esatta la critica e che i monumenti poscia scoperti ne hanno additato e molte mancanze e molti errori. Ma chiunque si faccia a leggerlo, non potrà a meno di confessare ch'essendo stato il Giraldi il primo a trattare dottamente un sì vasto e un sì intralciato argomento, ei lo ha fatto in maniera che a ragione vien rimirato come uno de' più dotti umanisti del tempo». Il Montaigne lo cita negli Essays (I libro, XXXV) come esempio di brillante intellettuale lasciato morire di fame.

## Opere

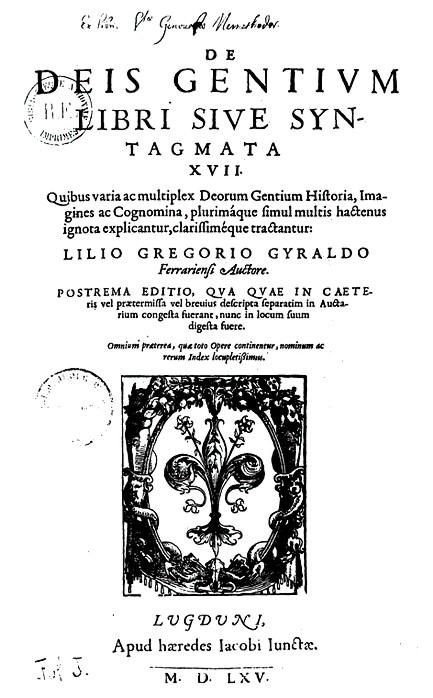
De deis gentium, Lione 1565

- De musis syntagma, Argentorati 1511
- Libellus in quo aenigmata pleraque antiquorum explicantur, Basileae 1539
- Paroeneticus Liber adversus ingratos, Basileae 1539
- Symbolorum Pythagorae Interpretatio, cui adiecta sunt Pythagorica Praecepta mystica a Plutarcho interpretata, Basileae 1539
- Libellus quomodo quis ingrati nomen et crimen effugere possit, Basileae 1539
- De sepulchris et vario sepeliendi ritu, Basileae 1539
- Herculis vita, Basileae 1539
- Epithalamia, 1539
- Indicium vocalium, 1539
- Herculis Vita, Basileae 1540
- (LA) Lilio Gregorio Giraldi, De re nautica, Basileae, Michael Isengrin, Johann Bebel, 1540. URL consultato il 13 giugno 2015.

- (LA) Lilio Gregorio Giraldi, De annis et mensibus, caeterisque temporum partibus, Basileae, Michael Isengrin, Johann Bebel, 1541. URL consultato il 13 giugno 2015.

- Calendarium et Romanum et Graecum, Basileae 1541
- De Poetis nostrorum temporum dialogi duo, Basileae 1545. L'opera cita, tra gli altri: Pietro Bembo, Fausto Andrelini da Forlì (col nome di Faustus Foroliviensis), Angelo Poliziano, Urceo Codro.
- Historiae poetarum tam graecorum quam latinorum dialogi decem, quibus scripta et vitae eorum sic exprimuntur, ut ea perdiscere cupientibus, minimum iam laboris esse queat. Lilio Gregorio Gyraldo Ferrariensi autore, Basileae 1545
- Paroeneticus Liber adversus ingratos, Florentiae 1548
- De Deis Gentium varia et multiplex Historia, in qua simul de eorum imaginibus et cognominibus agitur, ubi plurima etiam hactenus multis ignota explicantur, et pleraque clarius tractantur. Ad Herculem Estensem II. Ferrariensem Ducem IV. Lilio Gregorio Gyraldo Ferrariensi auctore, Basileae 1548
- Libellus in quo aenigmata pleraque antiquorum explicantur, Basileae 1551
- Paroeneticus Liber adversus ingratos, Basileae 1551
- Symbolorum Pythagorae Interpretatio, cui adiecta sunt Pythagorica Praecepta mystica a Plutarcho interpretata, Basileae 1551
- Libellus quomodo quis ingrati nomen et crimen effugere possit, Basileae 1551
- Dialogi duo de Poetis nostrorum temporum, Florentiae 1551
- Progymnasma adversus Litteras et Litteratos, Florentiae 1551
- Lilii Gregorii Gyraldi Ferrariensis suarum quarundam Annotationum Dialogismi XXX. Ad amplissimum Cardinalem Salviatum. Item Laurentii Frizzolii Solaniensis Dialogismus unicus de ipsius Lilii vita et operibus, Venetiis 1552
- (LA) [Opere], vol. 1, Leiden, Jacobus Hackius & Cornelis Boutesteyn & Johannes Du Vivie & Pieter van der Aa (1.) & Jordaan Luchtmans, 1696.
  - (LA) [Opere], vol. 2, Leiden, Jacobus Hackius & Cornelis Boutesteyn & Johannes Du Vivie & Pieter van der Aa (1.) & Jordaan Luchtmans, 1696.

### Edizioni
- Due dialoghi sui poeti dei nostri tempi, a cura di C. Pandolfi, Ferrara, Corbo Editore, 1999 ISBN 88-8269-097-0